# Пороховая башня (Львов)
Порохова́я Ба́шня — башня постройки 1554—1556 годов, памятник военно-оборонного зодчества эпохи ренессанса.

## История
Входила в систему фортификации города Львов (Речь Посполитая, территория современной Украины) и служила для обороны подступов к городу с северной стороны. Была расположена на оборонном валу за второй линией городских укреплений. Башня использовалась для хранения пороха и боеприпасов, в мирное время использовалась как склад зерна.
Построена из нетёсанного камня, полукруглая в плане, трёхэтажная, накрыта островерхой крышей. в плане представляет форму срезанного эллипса. Толщина стен около 2,5 метров. За более чем четыре столетия уровень почвы поднялся вокруг Пороховой башни на полтора-два метра, что скрыло её нижнюю часть.
В 1954 году была отреставрирована. В 1959 году вход в башню был украшен фигурами спящих львов, в том же году она была передана под львовский Дом архитектора. Была проведена частичная реконструкция, архитекторы Владимир Блюсюк, Владимир Дорошенко.
- 13-поверховий гуртожиток Львівської політехніки на 909 місць на нинішній вулиці Академіка Лазаренка (співавтор Мирослав Трач)[2].

В советский период была снята штукатурка со стен и открыта первоначальная кладка.

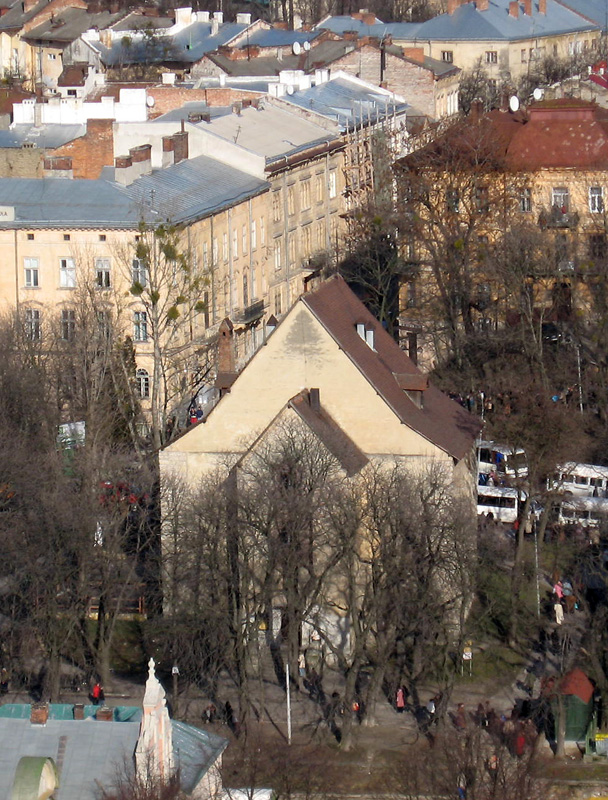
Вид на Пороховую башню с городской ратуши
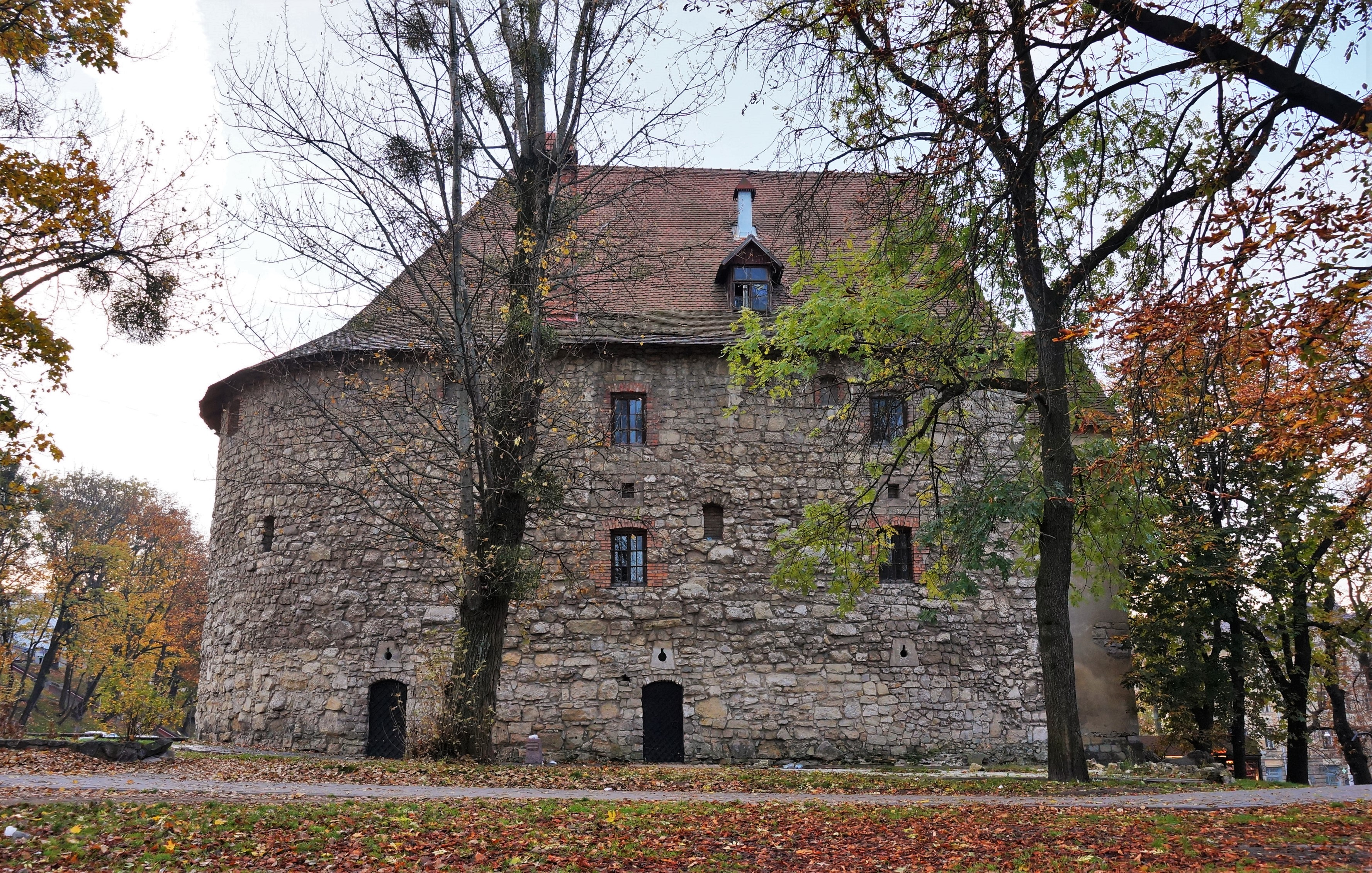
Северная сторона башни
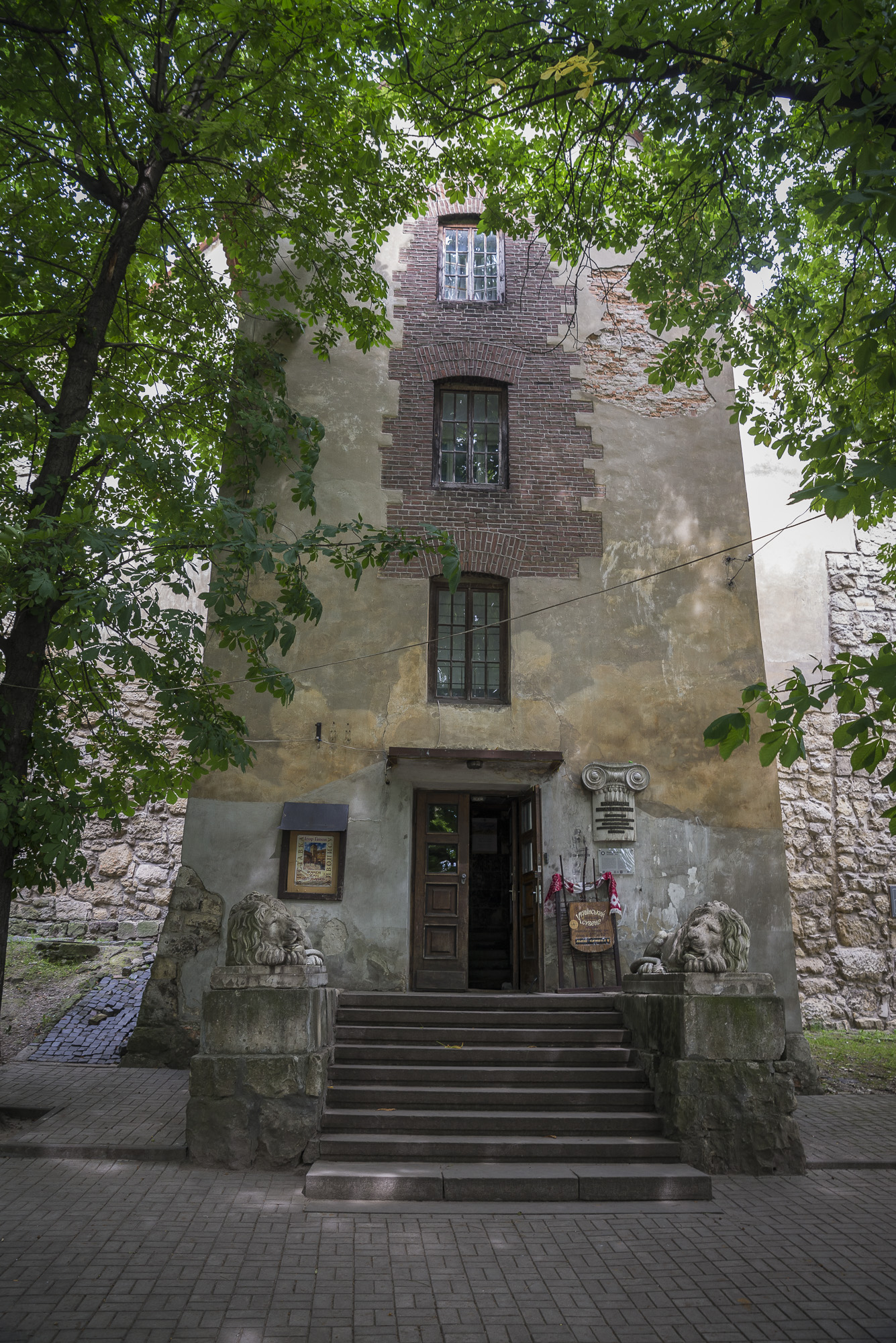
Вход в Пороховую башню